# Венков, Пётр Кузьмич
Пётр Кузьмич Венков (1876—1918) — войсковой старшина 6-го Кубанского пластунского батальона, герой Первой мировой войны, участник Белого движения.

## Биография
Из дворян, казак станицы Чамлыкской Лабинского отдела Кубанской области. Сын полковника в отставке Козьмы Яковлевича Венкова. Среднее образование получил в Тифлисском кадетском корпусе, однако курса не окончил.
В 1897 году окончил Тифлисское пехотное юнкерское училище, откуда выпущен был подхорунжим во 2-й Кубанский пластунский батальон. Произведен в хорунжие 29 марта 1898 года, в сотники — 1 июня 1902 года.
С началом русско-японской войны, 14 октября 1904 года переведен в 6-й Кубанский пластунский батальон, а 8 декабря того же года — в 12-й Кубанский пластунский батальон. За боевые отличия награжден орденом Св. Анны 4-й степени с надписью «за храбрость». 1 июня 1906 года произведен в подъесаулы, а 8 октября того же года переведен в 6-й Кубанский пластунский батальон. 2 сентября 1909 года назначен помощником старшего адъютанта управления Лабинского отдела.
21 сентября 1910 года переведен обратно в 6-й Кубанский пластунский батальон, в рядах которого и вступил в Первую мировую войну. Удостоен ордена Св. Георгия 4-й степени
За то, что в бою 25 августа 1915 года у с. Выгода, командуя сотней во время наступления, подавая пример доблести, идя под сильнейшим ружейным и пулеметным огнем впереди своих пластунов, первым вскочил в окопы противника. Заметив, что неприятель, отступив, занял вторую линию окопов, он немедля повел атаку на эту линию и, несмотря на пулеметный огонь, которым австрийцы поражали его сотню в упор, бросился на находившиеся против него три пулемета и перебив сопротивляющуюся прислугу, захватил все три пулемета. Двинувшись затем на третью линию окопов, был ранен и выбыл из строя.
Произведен в есаулы 6 сентября 1915 года «за выслугу лет», в войсковые старшины — 26 марта 1916 года на основании Георгиевского статута.
С началом Гражданской войны был зачислен в Добровольческую армию в составе Кубанского военного училища. Участвовал в 1-м Кубанском походе в 1-м Кубанском стрелковом полку, был командиром батареи. Убит 8 августа 1918 года под Ставрополем.

## Награды
- Орден Святой Анны 4-й ст. с надписью «за храбрость» (ВП 31.01.1907)
- Орден Святого Станислава 3-й ст. (ВП 6.05.1912)
- Орден Святого Георгия 4-й ст. (ВП 23.05.1916)